# Desire (tegneseriefigur)
 For alternative betydninger, se Desire. (Se også artikler, som begynder med Desire)
Desire er en af De Endeløse, en fiktive karakter fra Neil Gaimans tegneserier “The Sandman”.
Desire er den tredjeyngste af De Endeløse, og tvilling til Despair. Figuren er slående smuk, og kønnet kan skifte mellem mand, kvinde eller begge dele efter hvad situationen kræver.